# Luxemburgistik
Die Luxemburgistik befasst sich als noch junge Disziplin mit der luxemburgischen Sprache und der Luxemburger Literatur. Auch die Luxemburger Kulturgeschichte kann unter diesem Begriff erfasst werden.

## Studium
Seit dem Wintersemester 2009/10 konnte an der Universität Luxemburg ein Master-Studiengang mit dem Titel „Master en langues, cultures, médias – Lëtzebuerger Studien“ belegt werden. Da der Studiengang nur schwach nachgefragt wurde, wurde er wiederholt für einzelne Semester abgesagt, etwa 2013 und 2016.
Weiterhin ist es möglich, Kenntnisse der Luxemburgistik im Rahmen des Masterstudiengangs „Master en Enseignement Secondaire“ zu erwerben, der zur Lehrkraft im Luxemburger Schulsystem ausbildet. Hierfür ist ein Bachelor in einer Philologie oder einer ähnlichen Disziplin der Kulturwissenschaft erforderlich.
Außerhalb von Luxemburg existiert seit 2004 an der Universität Trier eine „Forschungsstelle für Sprachen und Literaturen Luxemburgs“, die Forschung und Lehre zur Luxemburgistik in den Fächern Romanistik und Germanistik bündelt. Des Weiteren gibt es seit 1995 an der University of Sheffield ein „Centre for Luxembourg Studies“. Luxemburgisch kann hier im Rahmen des Bachelorstudiengangs  „Modern Languages & Cultures“ gelernt werden.